# Франк Гарднър
Франк Гарднър (на английски: Frank Gardner) е австралийски пилот от Формула 1, роден е на 1 октомври 1931 г. в Сидни, Нов Южен Уелс, Австралия.

## Кариера във Формула 1
Франк Гарднър дебютира във Формула 1 през 1964 г. в Голямата награда на Великобритания с тима на Брабам, в световния шампионат на Формула 1 записва 9 участия като не успява да спечели точки. Състезава се само за отборите на Брабам и БРМ.